# Nau Simon
La Nau Simon és una obra de Canovelles (Vallès Oriental) inclosa a l'Inventari del Patrimoni Arquitectònic de Catalunya.

## Descripció
Nau industrial de grans dimensions amb estructura quadrangular i coberta a dos vessants. A la part frontal es troba l'entrada principal a l'edifici i es configura com un cos afegit de menor altura també amb coberta a dos vessants, del qual sobresurten uns voladissos metàl·lics. Aquestes estructures cobreixen la zona de càrrega i descàrrega. En aquesta zona s'alternen les úniques entrades de llum de l'edifici. L'alçada i l'estructura de l'edifici li donen un aspecte sòlid i tancat.

## Història
El setembre del 1987 s'inicià la construcció de la nau i s'acabà al desembre de 1988. El 1989 rep el premi FAD d'arquitectura dins l'apartat: "Arquitectura-Edificis de nova planta d'ús privat".